# 信息网络传播视听节目许可证
《信息网络传播视听节目许可证》（简称网络视听许可证），是由国家广播电视总局依据《互联网视听节目服务管理规定》的有关规定，经审批并签发给企（事）业单位（不含外资）在中国大陆地区提供信息网络传播视听节目服务的行政许可证件。
在中国大陆地区提供信息网络传播视听节目服务的企（事）业单位（不包括外资企业）都必须获得这份前置许可文件，方能对公众提供服务。
根据《互联网视听节目服务管理规定》第二条规定，本规定所称的互联网视听节目服务，是指制作、编辑、集成并通过互联网向公众提供视、音频节目，以及为他人提供上载传播视听节目服务的活动。

## 许可授权法源
依据时任广电总局局长王太华、时任信息产业部部长王旭东于2007年12月20日签发，广电总局、信息产业部第56号令公布的《互联网视听节目服务管理规定》第七条规定，从事互联网视听节目服务，应当依照本规定取得广播电影电视主管部门颁发的《信息网络传播视听节目许可证》或履行备案手续。未按照本规定取得广播电影电视主管部门颁发的《许可证》或履行备案手续，任何单位和个人不得从事互联网视听节目服务。。

## 许可审批流程

### 办理流程
地方申请单位应当将申请材料报所在地省级广电行政部门，经初审后报国家广播电视总局审批（地方申请单位与所在地省、自治区广电行政部门在不同城市的，申请材料可通过当地的地市级广电行政部门，转报给省级广电行政部门）；中央直属单位直接向国家广播电视总局提交申请材料。

### 办理时限
省级广电行政部门自收到申请之日起20个工作日内提出初审意见，报国家广播电视总局审批；国家广播电视总局应当自收到申请或者初审意见之日起40个工作日内作出许可或者不予许可的决定，其中专家评审时间为20日。予以许可的，向申请人颁发《许可证》，并向社会公告；不予许可的，应当书面通知申请人并说明理由。《许可证》应当载明互联网视听节目服务的播出标识、名称、服务类别等事项。

### 申请条件

#### 申请单位应当具备（同时）的基本条件[2]
1. 具备法人资格，为国有独资或国有控股单位，且在申请之日前三年内无违法违规记录。其中，国有控股单位包括多家国有资本股东股份之和绝对控股的企业和国有资本相对控股企业（非公有资本股东之间不能具有关联关系），不包括外资入股的企业。
2. 有健全的节目安全传播管理制度和安全保护技术措施。
3. 有与其业务相适应并符合国家规定的视听节目资源。
4. 有与其业务相适应的技术能力、网络资源。
5. 有与其业务相适应的专业人员，专业人员数量应在20人以上，并具备相应的从业经验或专业背景。申办单位的主要出资者和经营者在申请之日前三年内无违法违规记录。
6. 技术方案符合国家标准、行业标准和技术规范。
7. 符合国务院广播电视行政部门确定的互联网视听节目服务总体规划、布局和业务指导目录。
8. 符合法律、行政法规和国家有关规定的条件。

#### 申请从事特定类别视听节目服务应当具备的其它条件[2]
1. 申请从事广播电台、电视台形态服务、时政类视听新闻服务的，应当持有《广播电视播出机构许可证》或《互联网新闻信息服务许可证》。其中，以自办频道方式播放视听节目的，由地（市）级以上广播电台、电视台、中央新闻单位提出申请。
2. 申请从事主持、访谈、报道类视听服务的，应当持有广播电视节目制作经营许可证和互联网新闻信息服务许可证。
3. 申请从事自办网络剧（片）类服务的，应当持有广播电视节目制作经营许可证。
4. 申办互联网视听节目服务，同时还为其他单位提供互联网视听节目信号传输服务的，应符合《互联网视听节目服务管理规定》第十九、第二十条的规定。

### 申请材料

#### 首次申请《信息网络传播视听节目许可证》[2]
1. 省局请示或上级主管部门意见（中央直属单位）
2. 许可申请报告
3. 《信息网络传播视听节目许可证》申请表
4. 申请单位相关资质证明。
5. 具体的视听节目播出内容安排。
6. 互联网视听节目服务的技术方案。
7. 申请单位现有的节目内容审查制度和流程，安全播出管理制度和应急预案。
8. 编辑、技术等专业人员的数量、专业背景或从业经验情况。
9. 节目购买合同、意向书等节目来源证明材料。
10. 办公场所产权或租用证明。

#### 申请《信息网络传播视听节目许可证》许可证项目变更[2]
1. 省局请示或上级主管部门意见（中央直属单位）
2. 许可项目变更报告
3. 换证申请表

变更业务类别，还需提交：
1. 申请单位相关资质证明
2. 申请变更的业务类别对应的具体视听节目播出内容安排
3. 申请变更的业务类别对应的的技术方案
4. 申请变更的业务类别对应的节目内容审查制度和流程，安全播出管理制度和应急预案
5. 申请变更的业务类别对应的编辑、技术等专业人员的数量、专业背景或从业经验情况
6. 申请变更的业务类别对应的节目购买合同、意向书等节目来源证明材料

变更接收终端、传输网络、传播范围，还需提交：
1. 申请变更内容对应的技术方案

变更股东股权结构，还需提交：
1. 股东股权结构变更的股东会决议
2. 章程修正案
3. 股东股权结构变更的股权转让协议
4. 新增股东不含外资的文件材料

变更网站名称、网站域名，还需提交：
1. 变更后的域名注册文件
2. 变更后的ICP许可证或备案信息

变更开办单位名称，还需提交：
1. 单位名称变更的股东会决议
2. 章程修正案
3. 名称变更通知书

变更地址，还需提交：
1. 地址变更的股东会决议
2. 变更地址后的工商营业执照、办公场所产权或租用文件

变更法定代表人，还需提交：
1. 法定代表人变更的股东会决议
2. 变更后法定代表人的身份证件和简历

## 无网络视听许可证被罚的单位
2017年6月22日，国家新闻出版广电总局发布通告称，新浪微博、AcFun、凤凰网等运营单位，在不具有《信息网络传播视听节目许可证》状况下，开展网络视听节目服务，并大量播放不符合国家规定的时政类视听节目和宣扬负面言论的社会评论性节目，依据《互联网视听节目服务管理规定》（广电总局、信息产业部56号令）的有关规定，要求上述单位关停网络视听节目服务，进行全面整改。

## 被注销网络视听许可证的单位
2014年4月24日，全国“扫黄打非”办发布通报称，新浪网视频频道因传播淫秽色情信息，决定拟吊销《信息网络传播视听节目许可证》，依法停止其从事网络传播视听节目的业务。